# Jaguariaíva
Jaguariaíva là một đô thị thuộc bang Paraná, Brasil. Đô thị này có diện tích 1523,793 km², dân số năm 2007 là 33041 người, mật độ 23,1 người/km².